# Tatra K5AR
K5AR ist eine Typenbezeichnung für einen Zweirichtungs-Gelenktriebwagen des tschechoslowakischen Straßenbahnherstellers ČKD Tatra.

## Entwicklung
Anfang der 1970er Jahre wurde Ägypten ein weiterer Abnehmer von Tatra-Straßenbahnen. Zwischen 1970 und 1973 wurden insgesamt 200 Fahrzeuge gebaut. Der K5AR wurde ausschließlich in die ägyptische Hauptstadt Kairo geliefert. Vom Wagenkasten her war der K5AR stark an den K2 angelehnt. Im technischen Bereich wurde die Motorleistung von 40 auf 44,5 kW erhöht, die Wagen wurden dem subtropischen Klima angepasst.
Anfang der 1980er Jahre wurden die meisten Wagen schon wieder ausgemustert, da sie auf Grund ihres schlechten Erhaltungszustandes nicht mehr betriebsfähig waren.

## Lieferungen
| Staat   | Stadt  | Typ    | Lieferjahre | Stückzahl | Nummerierung |       |
| ------- | ------ | ------ | ----------- | --------- | ------------ | ----- |
| Ägypten | Kairo  | K5AR   | 1970–1973   | 200       | 3001–3200    | [ 1 ] |
| Summe:  | Summe: | Summe: | Summe:      | 200       |              |       |